# Sarnen
Sarnen je obec (malé město) ve Švýcarsku, hlavní město kantonu Obwalden. Leží v nadmořské výšce 471 metrů a žije zde přibližně 10 tisíc obyvatel.

## Geografie
Obec leží na severním konci Sarnenského jezera v nadmořské výšce přibližně 470 metrů v údolí Sarneraatal. Jezero se rozprostírá na území o přibližné výměře 7,5 km². Poblíž lze nalézt taktéž močál. Nejznámější horou v okolí Sarnenu je Pilatus, který dosahuje výšky 2 132 m n. m.
Nejnižším bodem obecního katastru je jezero Wichelsee ve výšce 459 m n. m., nejvyšším bodem je Fürstein ve výšce 2040 m n. m. K obci Sarnen patří místní části nebo vesnice Bitzighofen, Kägiswil, Kirchhofen, Ramersberg, Stalden a Wilen/Oberwilen. Svah na druhé straně (západně) Schwandbachu se nazývá Schwendi. Jezera Sarnersee a Wichelsee leží částečně na území obce Sarnen.
Sarnen má rozlohu 73,1 km² (2006). Z toho je 40 % využíváno pro zemědělství a 50,9 % je zalesněno. 5,2 % z plochy je zastavěno (budovy a cesty) a 4 % je neproduktivní (řeky, jezera a hory).
Obec má pět částí: Sarnen, Stalden, Wilen, Kägiswil a Ramersberg.

## Historie

Oblast Sarnenu na malbě z počátku 19. století

Jméno Sarnen je předkeltského původu a obsahuje indogermánský kořen ser nebo sar s významem „tekoucí voda“. Podle toho byl Sarnen pravděpodobně osídlen již na počátku doby bronzové, tedy v prvních stoletích po roce 2000 př. n. l. První písemná zmínka o Sarnenu pochází z darovací listiny šlechtice Recha klášteru svatého Leodegara v Lucernu. Tam se název místa objevuje jako Sarnono, k darování došlo v blíže neurčené době mezi lety 825 a 909. V listině hraběte Ulricha Bohatého (Ulrich I.) z Lenzburgu z roku 1036 se místo objevuje pod jménem Sarnuna a ve starém Sarnenském letopise jako Sarnon.
Alamani osídlili oblast Sarnenu v jednotlivých usedlostech. Ucelenější vesnice vznikly až na počátku 13. století. Na Landenbergu, daleko od kostela svatého Petra a Pavla, postavila hrabata z Lenzburgu v 11. nebo 12. století dřevěné budovy. Po vymření hraběcí dynastie v roce 1173 opevnil Rudolf II. Habsburský hrad prstencem hradeb, ale již v roce 1210 byl opuštěn. Kolem roku 1285 byl na úpatí Landenbergu postaven dolní hrad. Sloužil jako sídlo sarnenských číšníků, později jako prachárna, státní archiv a vězeňská věž. Těžiště osídlení se přesunulo z okolí kostela, který stál mimo záplavovou oblast, na dolní hrad. Zde se vesnice rozvíjela, ale byla vystavena častým záplavám z řek Aa a Melchaa, které byly odkloněny do Sarnenského jezera až v roce 1880. Na druhé straně obě řeky tvořily centrum obce, které tvořilo předpolí dolního hradu. Daňová privilegia pro obyvatele vesnice (Freiteil) podpořila růst Sarnenu, který se postupem času nevyvinul v opevněné město, ale jako tržní město v centrum a nakonec hlavní město celého údolí.

Letecký pohled na Sarnen (1954)

V roce 1468 vyhořelo v centru obce 22 domů včetně dřevěné radnice. Na místním sněmu, Landsgemeinde, bylo odsouhlaseno, že požářiště mají být znovu zastavěna a nemají být přeměněna na zahrady. Sarnen se následně rozšířil o dolní část obce, kde byly postaveny další domy na společných pozemcích podél řeky Aa od centra obce až k mlýnu Aamühle. Radnice byla přestavěna z kamene, v letech 1729–1731 renovována a v roce 1787 rozšířena o místnosti městského archivu. V 16. století se vesnice rozvíjela také směrem na východ, ačkoli odtud hrozily časté záplavy řeky Melchaa.
Přes řeku Aa se klenuly dva obloukové mosty, jeden u radnice, druhý v Ruti. První byl postaven v roce 1665 na místě krytého dřevěného mostu a v roce 1929 nahrazen betonovým mostem z přírodního kamene, druhý byl postaven v roce 1757 na místě mostu z roku 1677 a zbourán v roce 1951. Krytý most přes řeku Melchaa z roku 1593 byl zbořen v roce 1880, kdy byla řeka odkloněna.
Za Helvétské republiky v letech 1798–1803 byl Sarnen hlavním městem okresu Sarnen v kantonu Waldstätte. Zprostředkovaně byla v roce 1803 obnovena svrchovanost polokantonu Obwalden a Sarnen je od té doby hlavním městem Obwaldenu.
V Sarnenu se také konaly místní zemské sněmy, tzv. Landsgemeinde, a to až do jejich zrušení v kantonu Obwalden v roce 1998.

## Obyvatelstvo

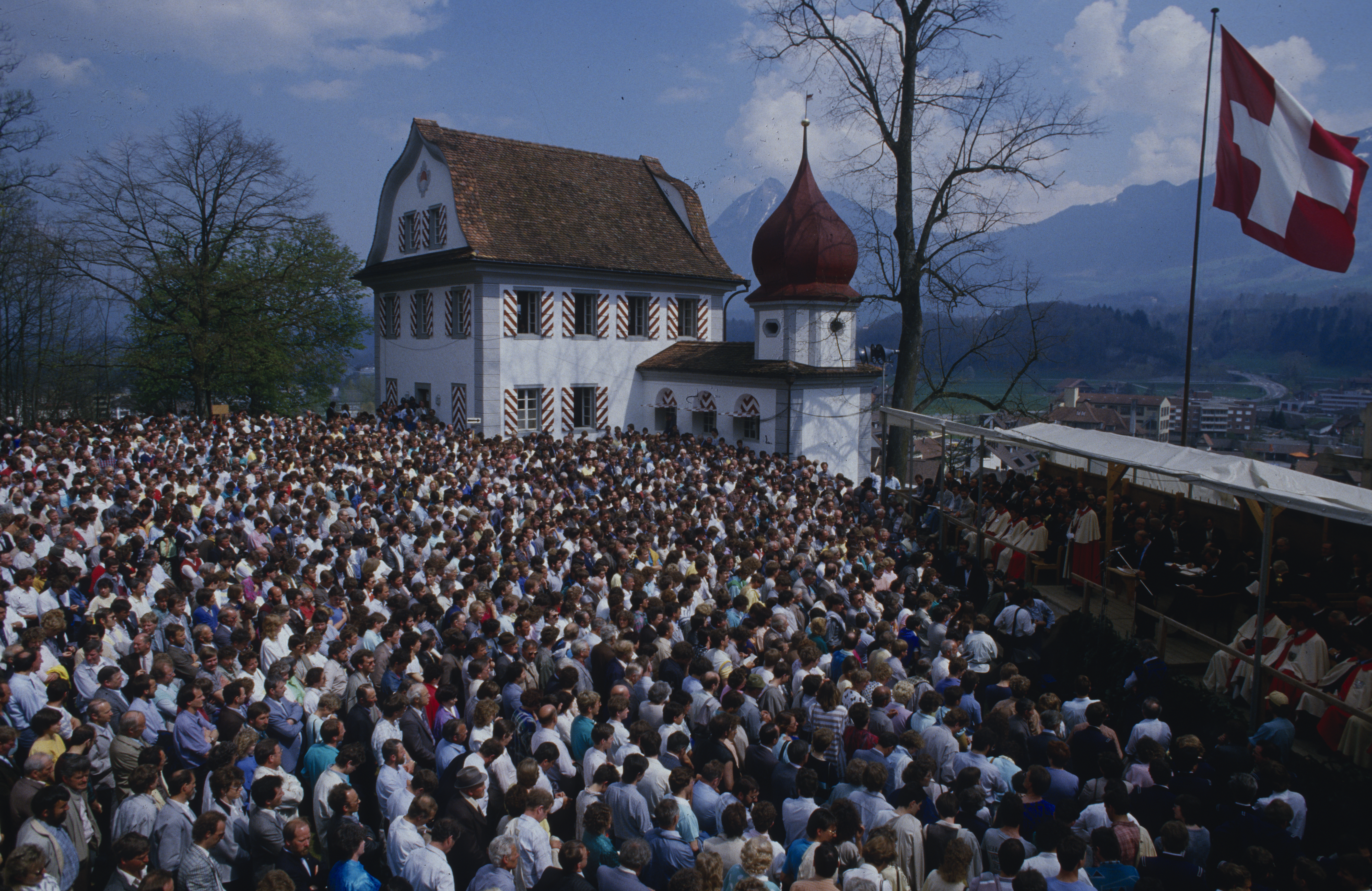
Landsgemeinde v Sarnenu (1987)

K 31. prosinci 2021 v Sarnenu žilo 10 650 obyvatel.

### Vývoj populace
V 18. století nedocházelo k nárůstu počtu obyvatel kvůli vysoké dětské úmrtnosti. Mezi lety 1799 a 1880 vzrostl počet obyvatel přibližně o 60 procent. V letech 1880 až 1888 počet obyvatel klesl. Důvodem byl nedostatek pracovních míst a následná migrace do jiných regionů Švýcarska a do zámoří. Od roku 1888 počet obyvatel neustále roste a v posledních letech překročil hranici deseti tisíc. Vzniklo mnoho pracovních míst ve větších podnicích a došlo také k přistěhovalectví ze zahraničí. Mezi lety 2000 a 2018 se tedy počet obyvatel zvýšil o 13,37 %, tedy o více než 1200 osob.
| Vývoj počtu obyvatel | Vývoj počtu obyvatel | Vývoj počtu obyvatel | Vývoj počtu obyvatel | Vývoj počtu obyvatel | Vývoj počtu obyvatel | Vývoj počtu obyvatel | Vývoj počtu obyvatel | Vývoj počtu obyvatel | Vývoj počtu obyvatel | Vývoj počtu obyvatel | Vývoj počtu obyvatel | Vývoj počtu obyvatel | Vývoj počtu obyvatel | Vývoj počtu obyvatel | Vývoj počtu obyvatel | Vývoj počtu obyvatel | Vývoj počtu obyvatel | Vývoj počtu obyvatel | Vývoj počtu obyvatel | Vývoj počtu obyvatel |
| -------------------- | -------------------- | -------------------- | -------------------- | -------------------- | -------------------- | -------------------- | -------------------- | -------------------- | -------------------- | -------------------- | -------------------- | -------------------- | -------------------- | -------------------- | -------------------- | -------------------- | -------------------- | -------------------- | -------------------- | -------------------- |
| Rok                  | 1743                 | 1799                 | 1837                 | 1850                 | 1860                 | 1870                 | 1880                 | 1888                 | 1900                 | 1910                 | 1920                 | 1930                 | 1941                 | 1950                 | 1960                 | 1970                 | 1980                 | 1990                 | 2000                 | 2010                 |
| Počet obyvatel       | 2730                 | 2516                 | 3007                 | 3402                 | 3301                 | 3723                 | 4029                 | 3906                 | 3949                 | 4661                 | 4980                 | 5282                 | 5591                 | 6199                 | 6544                 | 6952                 | 7372                 | 8398                 | 9145                 | 9971                 |

### Jazyky
Téměř všichni obyvatelé mluví německy jako každodenním hovorovým jazykem, a to místním alemanským dialektem, zvaným Obwaldnerdeutsch. Při sčítání lidu v roce 2000 uvedlo 91,0 % obyvatel jako svůj hlavní jazyk němčinu, 1,6 % italštinu a albánštinu, a 1,2 % srbochorvatštinu, 1,1 % portugalštinu a 0,5 turečtinu.

### Národnostní složení
Z 10 368 obyvatel na konci roku 2018 bylo 8 872 (85,57 %) švýcarských státních příslušníků. Většina přistěhovalců pochází ze střední Evropy (Německo, Rakousko, Nizozemsko, Polsko a Spojené království), jižní Evropy (Portugalsko, Itálie a Španělsko), bývalé Jugoslávie (Srbsko, Černá Hora, Kosovo, Severní Makedonie a Bosna a Hercegovina), Švédska, Turecka, Ruska, Afriky (Eritrea) a Asie (Srí Lanka, Čína, Afghánistán, Sýrie a Thajsko). Při sčítání lidu v roce 2000 mělo 7 890 osob (86,28 %) švýcarské občanství; z toho 235 osob mělo dvojí občanství.

## Počasí
V Sarnenu proprší průměrně 139,3 dnů v roce a průměrně spadne 1 200 mm srážek. Nejvlhčí měsíc bývá srpen, během kterého na Sarnen spadne v průměru 162 mm srážek. Během nejvlhčího měsíce proprší v průměru 13,6 dne. Měsíc s nejvyšším počtem deštivých dnů je červen s průměrem 14,6 dne, ale pouze se 147 mm srážek. Za nejsušší měsíc je označován leden s průměrem 66 mm srážek za 13,6 dnů.

## Pamětihodnosti

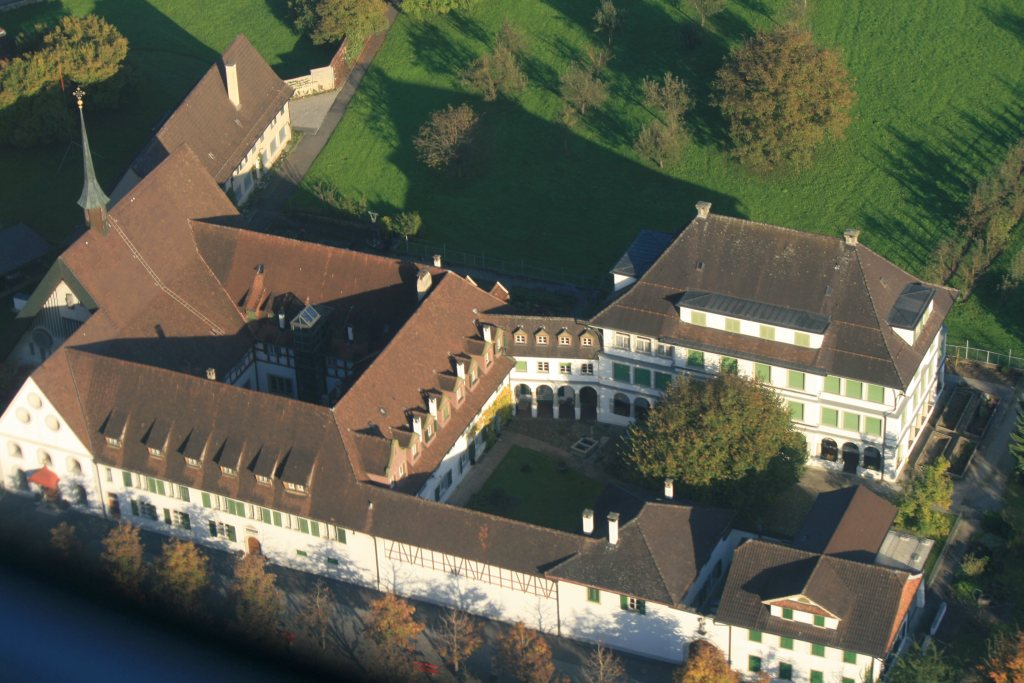
Klášter sv. Ondřeje

Nejvýznamnějšími památkami jsou Landenberg (bývalé sídlo fojtů, od 17. do 20. století místo konání Obwaldenského zemského sněmu Landsgemeinde), náměstí, Dům Grundacher (Grundacherhaus) a Obwaldenské historické muzeum v bývalých kasárnách.
Za vidění stojí také Věž čarodějnic (Hexenturm) na levém břehu řeky Sarner Aa. Je jednou z mála dochovaných hradních věží z počátků Švýcarské konfederace a je památkově chráněnou budovou. Byla postavena před rokem 1291 a do majetku státu Obwalden se dostala kolem roku 1308 poté, co byla bez násilí dobyta. Následně sloužila jako vězení, výslechová místnost, věž s pokladem, archiv a muzeum. Dnes je ve věži umístěn Státní archiv Obwaldenu, jehož součástí je i slavná Bílá kniha města Sarnen (či Bílá kniha ze Sarnenu, německy Weisses Buch von Sarnen). V roce 2009 bylo k věži přistavěno nové samonosné ocelové schodiště.
Farní kostel sv. Petra a Pavla v místní části Kirchhofen je samostatná pozdně barokní stavba, která je díky své poloze nad jezerem viditelná ze širokého okolí. Je zapsán na seznamu kulturních památek národního významu. Památkově chráněný je také kolegiátní kostel svatého Martina, jehož design připomíná dílo švýcarsko-francouzského architekta Le Corbusiera. Ženský klášter svatého Ondřeje (St. Andreas) je poutním místem se soškou Sarnenského Jezulátka, která vznikla kolem roku 1360. Kromě toho patří klášterní sbírka a hudební fond ke kulturním statkům národního významu.

## Doprava

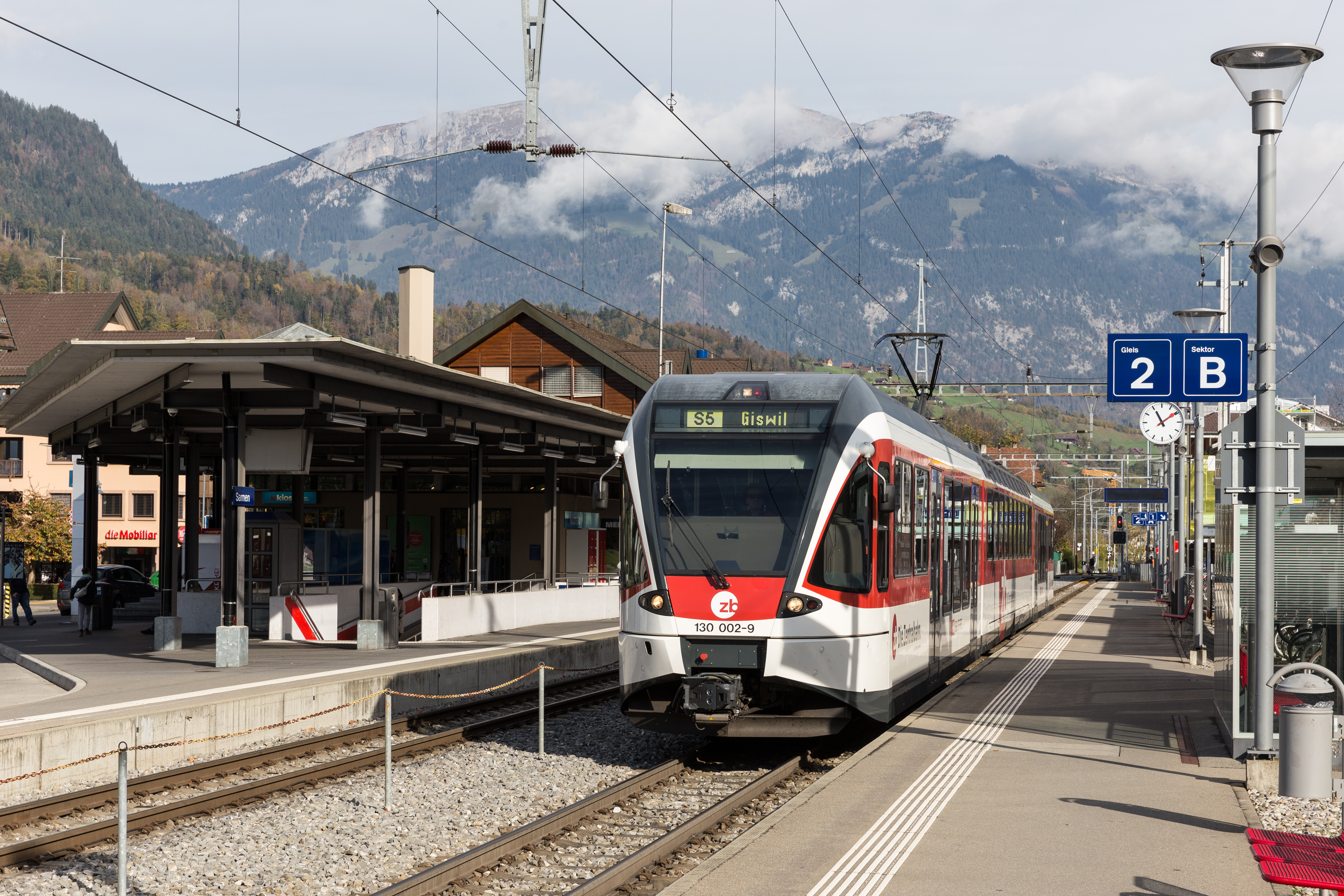
Osobní vlak Zentralbahn ve stanici Sarnen

Sarnenem prochází dálnice A8. Cesta do Lucernu trvá přibližně 20 minut. Středem obce prochází kantonální silnice č. 4 z Lucernu do Interlakenu. Další místní silnice nižších tříd vedou do Kernsu, místních částí Wilen a Stalden a přes průsmyk Glaubenberg do kantonu Lucern.
Železniční stanice Sarnen na úzkorozchodné trati Brünigbahn (v současnosti patřící pod železniční společnost Zentralbahn) umožňuje spojení do města po železnici již od roku 1888. Od roku 1941 je trať elektrifikována. K dispozici je také autobusové spojení s poštovními autobusovými linkami Postauto. Ty vedou do Alpnachu-Dorfu, Kernsu, místní části Wilen a také do průsmyku Glaubenberg. V létě jezdí po jezeře Sarnersee přívoz Seestern, který zajíždí ze Sarnenu do všech vesnic kolem jezera.
V místní části Kägiswil se nachází letiště Kägiswil.

## Galerie

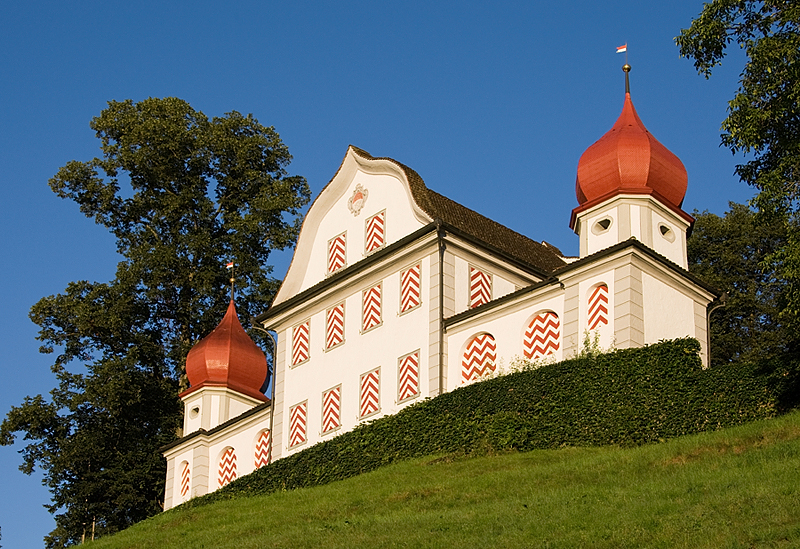
Landenberg
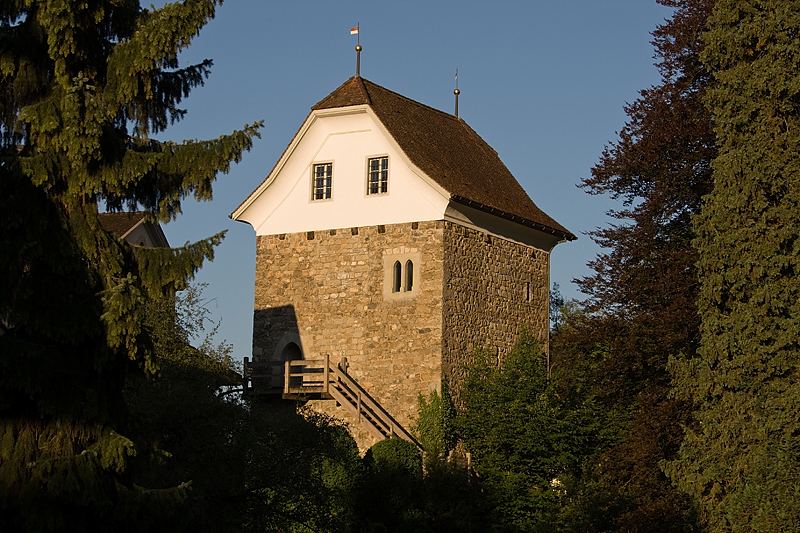
Věž Hexenturm
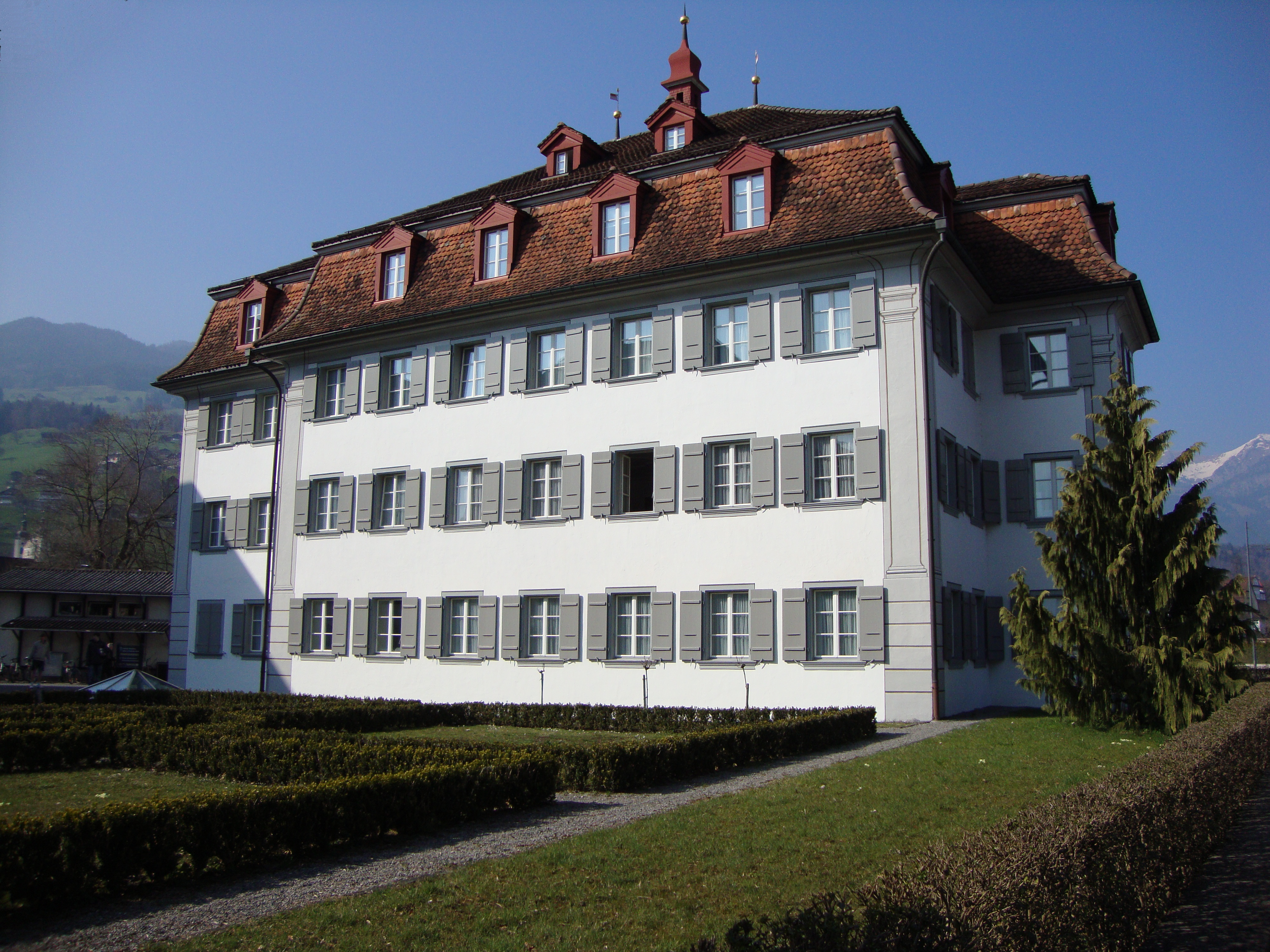
Nemocnice a gymnázium
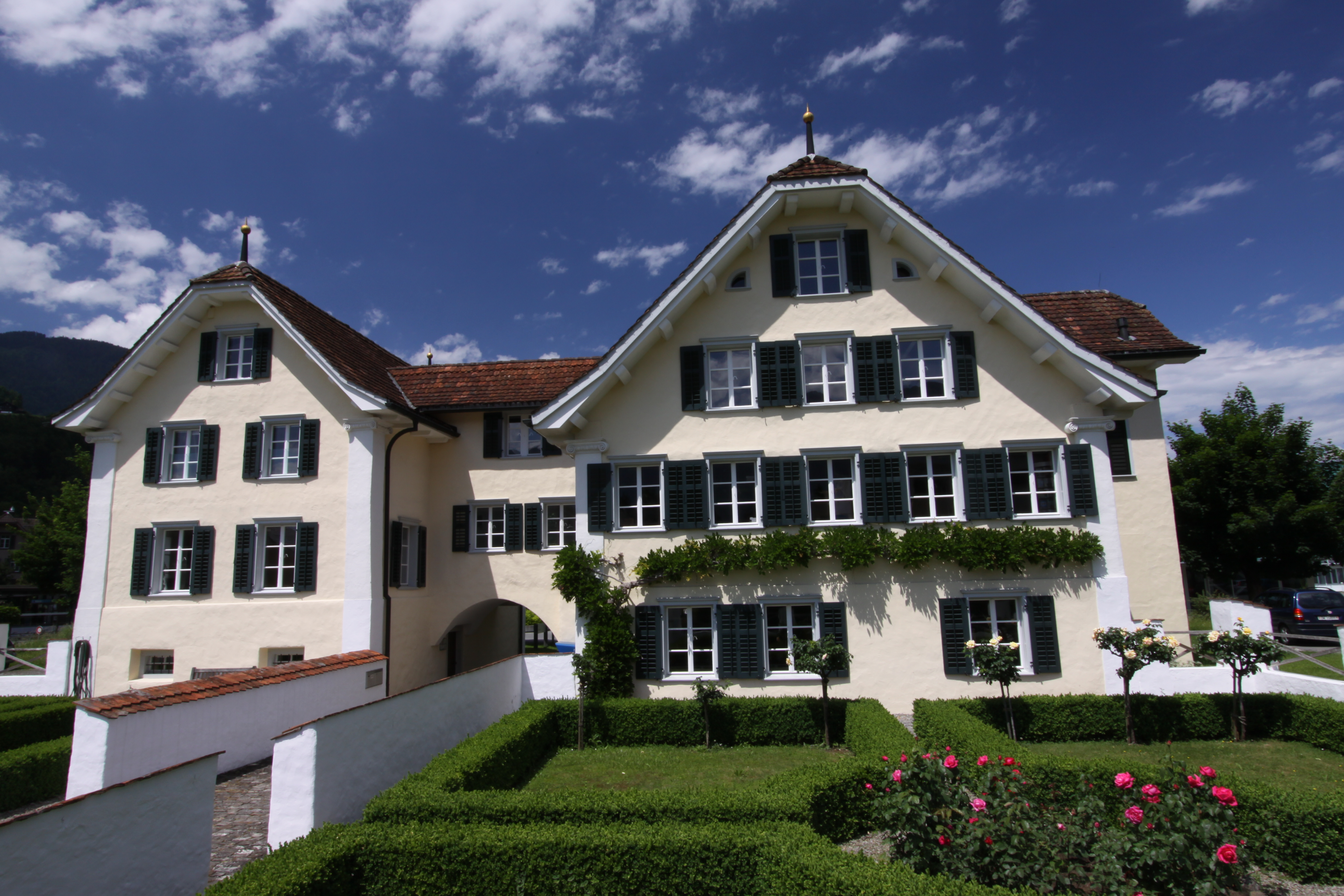
Knihovna v historickém Domě Grundacher
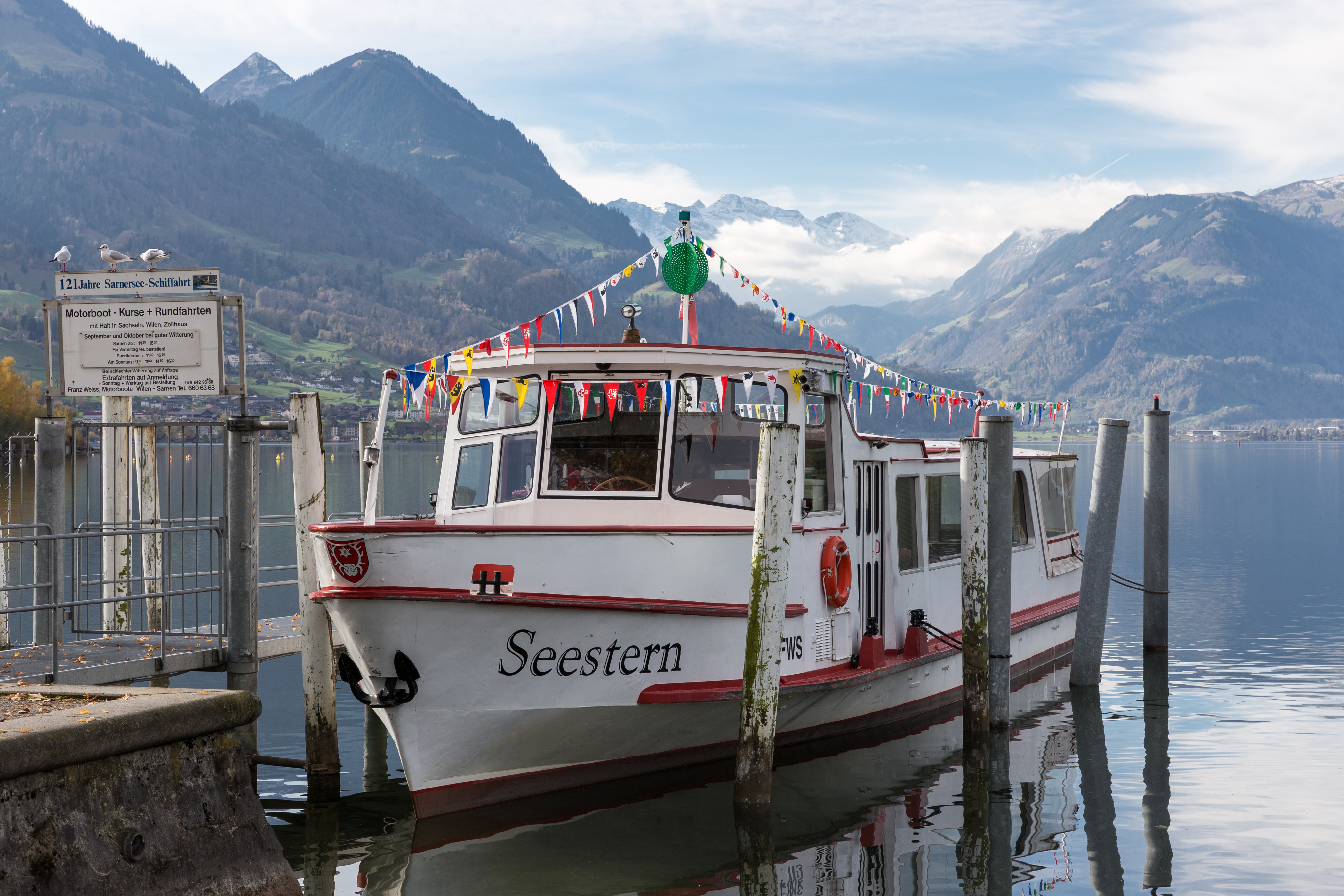
Přívoz Seestern na jezeře Sarnersee